# Jerry Wald
Jerry Wald (16 de septiembre de 1911 – 13 de julio de 1962) fue un productor y guionista cinematográfico y radiofónico de nacionalidad estadounidense. 

## Biografía
Su nombre completo era Jerome Irving Wald, y nació en el barrio de Brooklyn, en la ciudad de Nueva York. Su hermano, Malvin Wald, también fue cineasta, al igual que sus hijos, Andrew y Robert. 
Jerry Wald empezó a escribir una columna para el New York Graphic mientras estudiaba en la Universidad de Nueva York. Esta ocupación le facilitó producir varios cortos Rambling 'Round Radio Row en 1932 y 1933 para Vitaphone, la división de Warner Brothers dedicada a los cortos.
Wald produjo y escribió numerosos filmes entre las décadas de 1930 y 1960, entre ellos Stars Over Broadway (1935), Los violentos años veinte (1939), On Your Toes (1939, en colaboración con el dramaturgo Lawrence Riley), They Drive by Night (1940), Navy Blues (1941), Across the Pacific (1942), The Man Who Came to Dinner (1942), Destination Tokyo (1943), Mildred Pierce (1945), Belinda (1948), Key Largo (1948), Always Leave Them Laughing (1949), The Glass Menagerie (1950), Perfect Strangers (1950), Two Tickets to Broadway (1951), The Blue Veil (1951), Peyton Place (1957), An Affair to Remember (1957), In Love and War (1958), The Sound and the Fury (1959), Hijos y amantes (1960),  Return to Peyton Place (1961) y Wild in the Country (1961).
Además, produjo las ceremonias televisadas de entrega de los Premios Oscar de 1957 y 1958.
Wald fue nominado al Óscar a la mejor película por su trabajo como productor de las películas Mildred Pierce, Belinda, Peyton Place e Hijos y amantes. Aunque no llegó a ganar ninguno de esos premios, Wald sí fue recompensado con el Premio en memoria de Irving Thalberg en 1949.
Jerry Wald falleció en 1962, a los 50 años de edad, en su casa de Beverly Hills, California, a causa de un infarto agudo de miocardio. Fue enterrado en el Cementerio Forest Lawn Memorial Park de Glendale (California).
Wald fue la inspiración del personaje Sammy Glick en la novela escrita en 1941 por Budd Schulberg ¿Por qué corre Sammy?.

## Premios y distinciones
Premios Óscar
| Año  | Categoría      | Película          | Resultado |
| ---- | -------------- | ----------------- | --------- |
| 1958 | Mejor película | Vidas borrascosas | Nominado  |
| 1961 | Mejor película | Hijos y amantes   | Nominado  |